# Verwaltungsgemeinschaft Germaringen
Die Verwaltungsgemeinschaft Germaringen im schwäbischen Landkreis Ostallgäu wurde im Zuge der Gemeindegebietsreform am 1. Mai 1978 gegründet und zum 1. Januar 1980 bereits wieder aufgelöst.
Ihr gehörten die Gemeinden Germaringen und Mauerstetten an, die seither Einheitsgemeinden mit eigener Verwaltung sind.
Sitz der Verwaltungsgemeinschaft war Germaringen.